# Любень (посёлок)
Любень (бел. Любень) — посёлок в Чеботовичском сельсовете Буда-Кошелёвского района Гомельской области Белоруссии.

## География

### Расположение
В 22 км на юго-запад от районного центра и железнодорожной станции Буда-Кошелёвская (на линии Жлобин — Гомель), 58 км от Гомеля.
На западе граничит с урочищем Барховская Дача.

### Гидрография
На юге река Крапивня (приток реки Днепр).

## Транспортная сеть
Транспортные связи по просёлочной, затем автомобильной дороге Жлобин — Гомель. Застройка деревянная усадебного типа.

## История
Основан в начале 1920-х годов на бывших помещичьих землях переселенцами с соседних деревень. В 1929 году жители деревни вступили в колхоз. В 1959 году в составе совхоза «Чеботовичи» (центр — деревня Чеботовичи).

## Население

### Численность
- 2004 год — 1 хозяйство, 2 жителя.

### Динамика
- 1959 год — 38 жителей (согласно переписи).
- 2004 год — 1 хозяйство, 2 жителя.